# Penlop
Penlop (en dzongkha: དཔོན་སློབ་; Wylie: dpon slob) es un término dzongkha que puede ser interpretado como equivalente al de gobernador. Los penlops de Bután, antes de la unificación del reino, controlaban ciertos distritos del país, pero actualmente rinden pleitesía a la dinastía Wangchuck. El Rey de Bután todavía a veces es llamado el XVI Penlop de Trongsa, ya que este era el título y rol ejercido por la Casa de Wangchuck.